# Alemannisch
Het Alemannisch of Westopperduits is een groep Opperduitse dialecten.
De naam Alemannisch verwijst naar de Alemannen, hoewel de taal die deze Germaanse bevolkingsgroep sprak geen directe relatie met het Alemannisch heeft. Veel taalkundigen geven daarom de voorkeur aan de benaming "Westopperduits".
De eerste schriftelijke documentatie over het Alemannisch dateert uit de 7e en 8e eeuw na Christus. Deze documentatie is in het Latijn opgesteld maar bevat enkele Alemannische woorden zoals laitihunt (Leithund,"aanvoerder/geleidehond").

## Geografische spreiding

De verspreiding van het Duitse taalgebied in West- en Midden-Europa

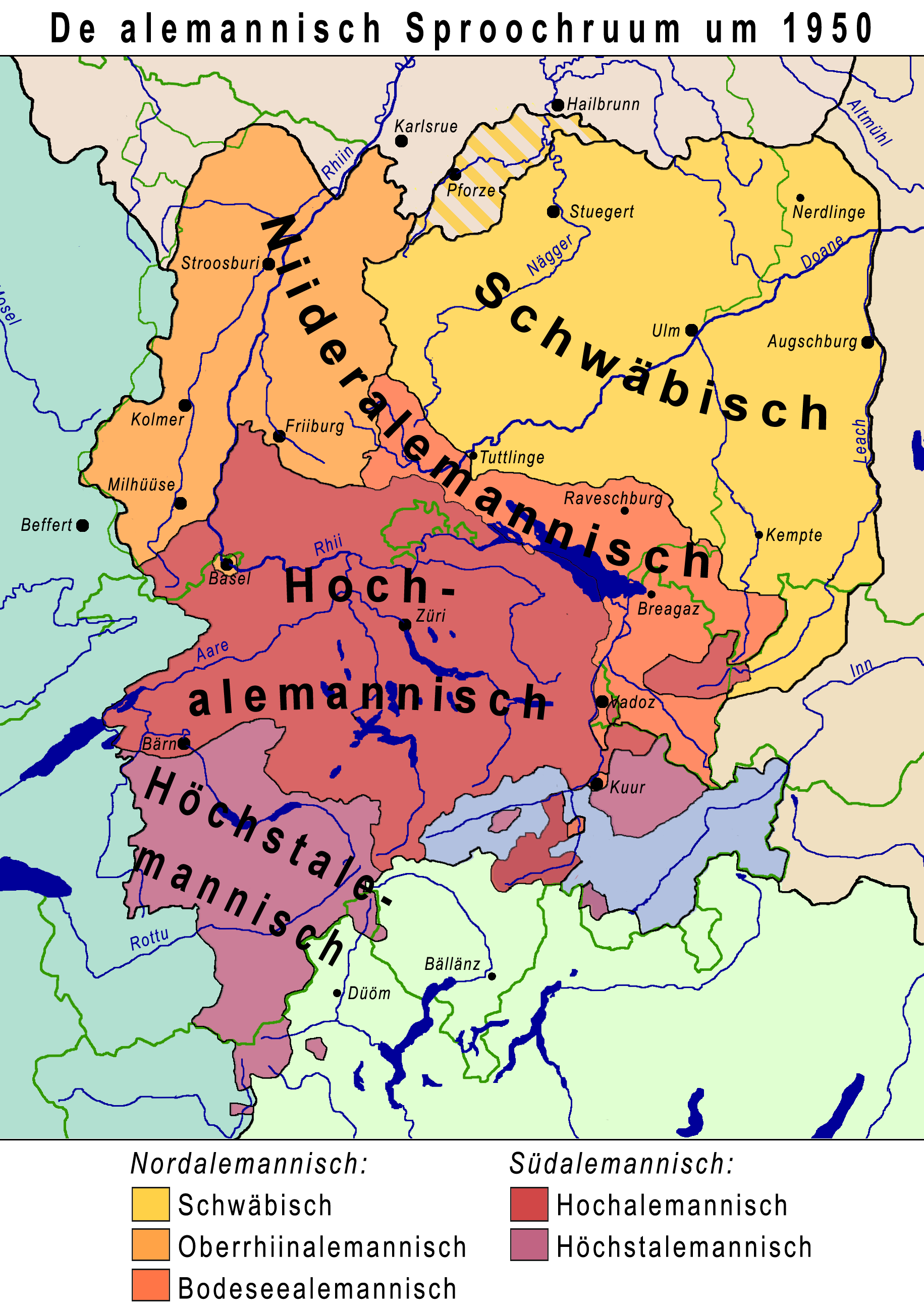
Overzichtskaart van het Alemannische taalgebied

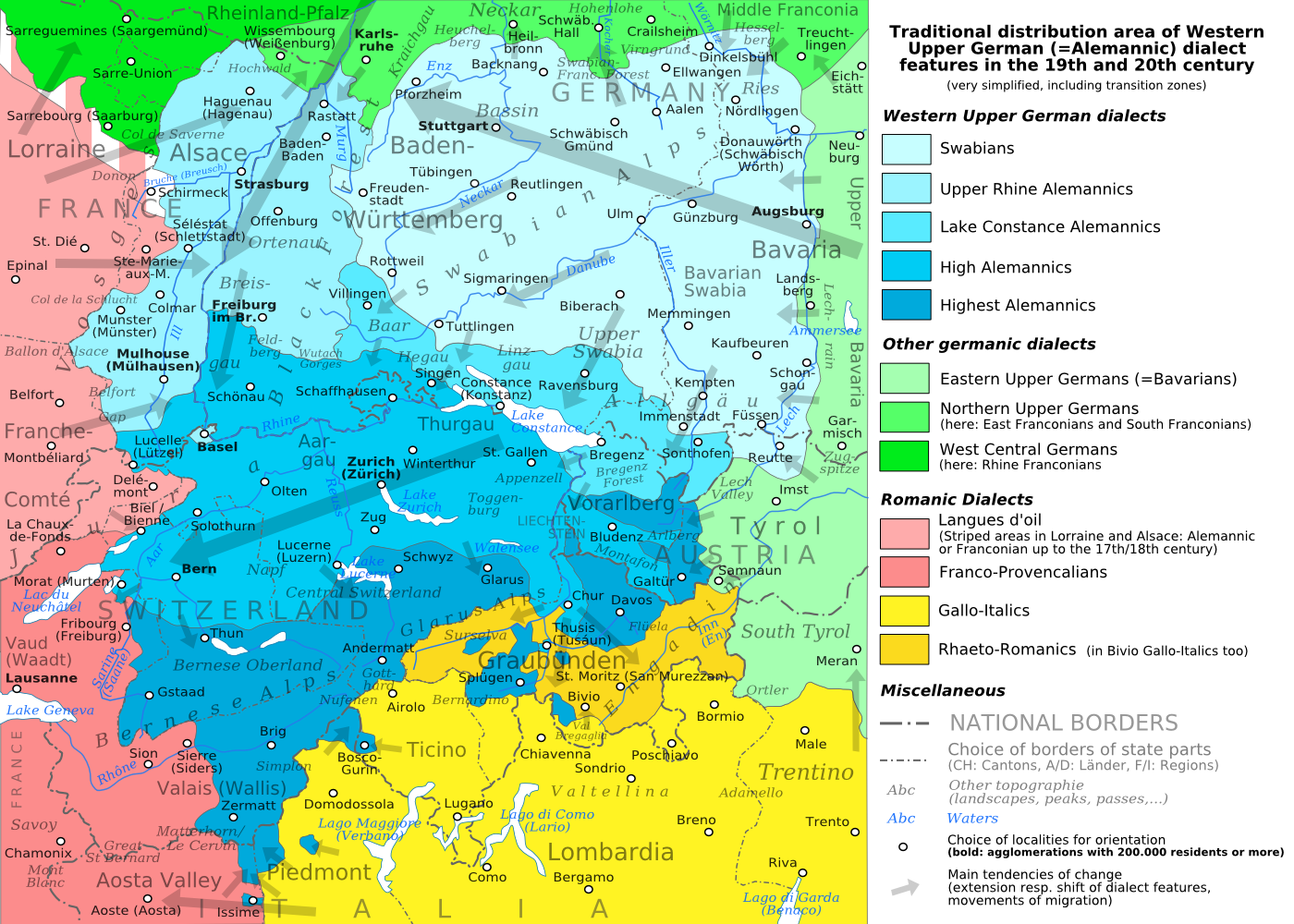
Topografische kaart van het Alemannische taalgebied

Het Alemannisch wordt vooral gesproken in Zuid-Duitsland, Oost-Frankrijk (de Elzas), West-Oostenrijk (Vorarlberg, West-Tirol), Liechtenstein, Zwitserland en een klein deel van Italië (in Valle d'Aosta). Daarnaast wordt een bepaalde vorm van Nederalemannisch, het Alemán Coloniero, ook buiten Europa gesproken, namelijk in het in Venezuela gelegen Colonia Tovar.
In het noorden grenst het Alemannische taalgebied aan dat van de Zuid-Frankische dialecten en in het oosten aan de andere variant van het Opperduits, het Beiers. In het zuiden en oosten wordt het Alemannisch begrensd door de Romaanse talen Frans, Italiaans en Reto-Romaans. Het Alemannisch is verder als volgt geografisch verdeeld:
- Het grootste deel van Baden-Württemberg. In Baden, met name in de steden Rastatt en Pforzheim. In Württemberg vallen Heilbronn, Schwäbisch Hall en Crailsheim traditioneel binnen het Zuid-Frankische taalgebied.

- Beieren: vooral in Zwaben en Dinkelsbühl (mengelingen van Oost-Frankisch en Zwabisch) en in het Lechrain-gebied (Zwabisch en Beiers), met uitsluiting van het gebied ten oosten van Augsburg. Het Beierse Alemannisch staat in toenemende mate onder druk van het Beiers in het oosten en het Hoogfrankisch in het noorden.

- Oostenrijk: behalve in Vorarlberg wordt het Alemannisch ook gesproken in kleine delen van Tirol in het district Reutte (Zwabisch in de gemeente Reutte, Hoogstalemannisch rondom Steeg) en in het district Landeck (St. Anton am Arlberg, Paznaun).

- Liechtenstein: in deze dwergstaat wordt alleen Alemannisch gesproken.

- Zwitserland: deze vorm van Alemannisch staat beter bekend als het Zwitserduits (behoudens het in Zwitserland gesproken Zuid-Beierse dialect Samnaun). In sommige Zwitserse gebieden is het Alemannisch hier relatief laat een omgangstaal geworden, bijvoorbeeld ten westen van de Aare, in Wallis en in de gebieden van de Walser (met name Graubünden). Hier is sprake van een volledig tweetalige situatie, omdat in hetzelfde gebied Reto-Romaans wordt gesproken. Elke Zwitserse gemeente bepaalt hier afzonderlijk welke taal de officiële is.

- Italië: in het gebied Piëmont (onder andere in Formazza en Valsesia) en in de Valle d'Aosta (met name Val di Gressoney). De officiële taal is hier echter het Italiaans, wat het Alemannisch in Italië tot een minderheidstaal maakt. Lokaal wordt het daar Töitschu genoemd.[bron?]

- Frankrijk: vooral de Elzas (het Elzassisch wordt als een vorm van Alemannisch beschouwd); niet in Wissembourg en Lauterbourg, maar in de kromme Elzas rondom Sarre-Union. Gebieden in de Elzas waar voornamelijk Romaanse talen worden gesproken zijn Sainte-Marie-aux-Mines, Lapoutroie en Montreux. Twee gemeenten in Lotharingen worden nog tot het Hoogalemannische spraakgebied gerekend: Baerenthal en Philippsbourg. De officiële taal in al deze gebieden is het Frans en net als de andere streektalen in Frankrijk staat het Alemannisch enigszins onder druk ten faveure van het Frans. Onderzoek heeft uitgewezen dat 61% van de volwassenen de taal kan spreken, hiervan bedient 39% zich nog regelmatig van het Alemannisch (of Elzassisch). Bij de kinderen ligt dit cijfer veel lager: slechts 25% spreekt de taal. Amper 1 op de 10 kinderen gebruikt de taal geregeld.

## Verdere opdeling
De Alemannische dialecten worden in vier of vijf hoofdgroepen opgedeeld:
- Zwabisch
- Nederalemannisch:
  - Oberrheinalemannisch:
  - Bodenseealemannisch:
- Hoogalemannisch
- Hoogstalemannisch

Naast deze puur linguïstische opdeling kunnen de Alemannische dialecten als volgt op grond van hun geografische spreiding worden opgedeeld:
- Elzassisch
- Zwitserduits
- Vorarlbergs

Verder zijn er uiteraard nog allerlei tussenvormen op lokaal niveau, zoals het Bazelduits en Bernduits. Hoog- en Hoogstalemannisch worden gezamenlijk soms als Zuid-Alemannisch aangeduid. Het Hoogstalemannisch en Bodenseealemannisch staan onder druk van andere varianten van het Alemannisch, terwijl in Sundgouw en Breisgau het Oberrheinalemannisch het Hoogalemannisch heeft verdrongen.
Het Zwitserse Alemannisch is in pragmatisch opzicht bijzonder doordat het in situaties wordt gebruikt die in andere delen van het Duitse taalgebied niet voorkomen.

## Taal/dialect
Het Alemannisch wordt door sommige taalinstanties zoals SIL International en UNESCO niet als een variant van het Standaardduits maar als een aparte taal gezien, aangezien het niet alleen voor niet-Duitstaligen maar zelfs voor sprekers van andere Duitse dialecten moeilijk te verstaan is. Het is echter zo dat het Alemannisch binnen het Duitse dialectcontinuüm naadloos overgaat in de andere Duitse dialecten die wel als Standaardduits worden beschouwd, iets wat bij een streektaal juist niet het geval is. Hierom kan het Alemannisch in puur linguïstisch opzicht enkel als een variëteit van het Duits - dat in dit geval de uitbouwtaal is - beschouwd worden. Niettemin beginnen met name de in Zwitserland gesproken vormen van het Alemannisch meer op cultuurdialecten te lijken.